# Frode Sørensen (politiker)
 For alternative betydninger, se Frode Sørensen. (Se også artikler, som begynder med Frode Sørensen)
Frode Sørensen (født 21. januar 1946) er en dansk politiker, som har repræsenteret Socialdemokraterne i Folketinget fra 1998 til 2007. Desuden var han skatteminister i 2000-2001.

## Biografiske oplysninger
Født 21. januar 1946 i Toftlund, søn af skrædder Laurits Sørensen og bogholder Mette Margrethe Sørensen.

### Uddannelse
- Realeksamen Toftlund 1963
- Sparekasseelev, Toftlund 1963-67
- Sparekasseskole 1 1970 og Sparekasseskole 2 1972.

### Ansættelser
- Sparekasseassistent Aabenraa 1968-71
- Sparekassefuldmægtig Sønderborg 1971-76
- Ekspeditionschef Sønderborg 1976-81
- Kontorchef Sønderborg 1981-93
- Bankfilialchef Guderup 1993

### Politiske hverv
- Byrådsmedlem Sønderborg 1994-98, kulturudvalgsformand 1994-98
- Byrådsmedlem Sønderborg 2009-
- Formand for Teknik og Miljø 2014-
- Folketingsmedlem for Sønderjyllands Amtskreds fra 11. marts 1998 til 13. nov. 2007.
- Skatteminister 21. dec. 2000-27. nov. 2001.

### Opstillet
- Til Europa-Parlamentet for Socialdemokraterne 1993-96.
- Til Folketinget for Socialdemokraterne i Sønderborgkredsen fra 1995.

### Øvrige hverv
- Formand for idrætsforeningen Vidar Sønderborg 1981-86
- Formand for Dansk Røde Kors, Sønderborg 1995-2000

### Organistorisk
- 1. viceformand 1979-81 og landsformand 1983-92 for Danske Sparekassefunktionærers Landsforening
- Præsident for Nordiske Bankfunktionærers Union, Stockholm 1989-92
- 1. viceformand for Finansforbundet 1991-92.
- Næstformand i Finanssektorens Pensionskasse 1993-2000
- Landsformand for Foreningen NORDEN 2003-

### Hæderspriser
Tildelt Finansforbundets hæderstegn.